# Bascuñana de San Pedro
Bascuñana de San Pedro település Spanyolországban, Cuenca tartományban. Bascuñana de San Pedro Cuenca, Villar de Domingo García és Sotorribas községekkel határos. Lakosainak száma 24 fő (2024).

## Népesség
A település lakosságának változását az alábbi diagram mutatja:
| Lakosok száma | 47   | 36   | 35   | 27   | 25   | 21   | 22   | 18   | 20   | 24   |
|               | 2001 | 2004 | 2006 | 2009 | 2011 | 2014 | 2016 | 2019 | 2021 | 2024 |